# Yarabina australicus
Yarabina australicus är en insektsart som först beskrevs av Lucien Chopard 1925.  Yarabina australicus ingår i släktet Yarabina och familjen Mogoplistidae. Inga underarter finns listade i Catalogue of Life.